# توینی پوستی
توینی پوستی (انگلیسی: Toini Pöysti؛ زادهٔ ۱ ژوئیهٔ ۱۹۳۳) اسکی‌باز صحرانوردی اهل فنلاند است.